# Paul Ehrhardt (Schriftsteller)
Paul Ehrhardt (* 1922 in Caßdorf, Amt Homberg) ist ein deutscher Science-Fiction-Autor der DDR.

## Leben
Paul Ehrhardt absolvierte zunächst eine Lehre als Maschinenschlosser, dann ein Studium als Elektroingenieur und Diplomingenieur für elektrische Maschinen und Antriebe. Danach arbeitete er als Konstrukteur und Projektierungsingenieur.

## Kritik
Seine drei Romane thematisieren Technik, Raumfahrt und Begegnung mit Außerirdischen. Olaf R. Spittel kritisierte sie wegen "sprachlicher Dürftigkeit" und "mangelhafter Personenzeichnung".

## Werke
- Nachbarn im All (Roman), 1975, Kompass-Bücherei Bd. 193
- Spuren im Mondstaub (Roman), 1979, Kompass-Bücherei Bd. 249
- Boten der Unendlichkeit (Roman), 1984, Kompass-Bücherei Bd. 317